# 鹿嶋神社 (品川区)
鹿嶋神社（かしまじんじゃ）は、東京都品川区大井に鎮座する神社である。『新編武蔵風土記稿』には鹿島社（かしましゃ）、『江戸名所図会』には鹿島大明神社（かしまだいみょうじんじゃ）として紹介された。また、地名から俗に大井鹿嶋神社とも称される。

## 祭神
武甕槌神（たけみかづちのかみ）

## 由緒
同社社伝によると、安和2年（969年）9月19日に武蔵国荏原郡大井村字関ヶ原（現在の東大井6丁目）の常行三昧寺住職であった尊栄法印が常陸国鹿島神宮から分霊を勧請したことに始まり、同日、別当として、来迎院を建立、慈覚大師（794年 - 864年）がつくった薬師如来像を安置したという。常行三昧寺は江戸時代、1653年（承応2年）に大井から現在の南品川に移転した。
1868年（明治元年）、神仏分離令を受け、来迎院と同一敷地内で分離、同社は大井村の村社、総鎮守と位置づけられた。来迎院は通称「お茶屋寺」と呼ばれる。1875年（明治8年）5月15日、同敷地内に簡易普通小学校が開校、同校は移転後、品川区立大井第一小学校と改称した。
古来より祭礼として相撲が奉納されており、渋谷氷川神社、世田谷八幡宮と共に江戸郊外の三大相撲として知られていた。現在の社殿は1931年（昭和6年）に竣工した。旧社殿は1862年（文久2年）の造営で精巧を極めた鎌倉彫の彫刻が施されており、これを後世に伝えるため境内末社として移設して現存してある。
1988年（昭和63年）、しながわ百景（鹿嶋神社）に認定される。

## 境内社
- 三峰神社 - 三峯神社
- 金刀比羅神社 - 金刀比羅宮
- 天祖神社 - 神明神社
- 八幡神社 - 八幡神
- 稲荷神社 - 稲荷神

## 境外社
水神社（すいじんしゃ）は、東京都品川区南大井に鎮座する神社である。水葉乃女命を祀る。
武蔵野台地の末端に位置し湧水が豊富だった当地で、1685年（貞享2年）、村民たちの手によって水神（九頭龍権現）を祀ったのが始まりであるという。願主は桜井伊兵衛と大野忠左衛門であった。明治時代までは日照りになると村人がここへ集まって雨乞いをしていたと伝えられている。湧水は「柳の清水」と呼ばれ、歯痛を止めるのにも利益があったという。明治時代になると祭神は水葉乃女命に変わった。同社にちなみ、同地域は「大井水神町」という町名であった（1963年町名変更）。1975年（昭和50年）前後までは、水が湧き出ていたという。現在ではポンプで水をくみ上げている。
1978年（昭和53年）、品川区指定史跡、1988年（昭和63年）、しながわ百景（大井の水神社）に認定される。

## 交通
- 京浜東北線・大森駅より徒歩7分[2]。
- 京浜東北線・東急大井町線・東京臨海高速鉄道りんかい線・大井町駅または大森駅よりバス（東急バス　品94系統・井03系統）「鹿島神社前」より徒歩3分。